# Syllepte butleri
Syllepte butleri là một loài bướm đêm trong họ Crambidae.